# Мораккиоли, Лео
Лео Мораккиоли (норв. Leo Moracchioli) — норвежский метал-музыкант-мультиинструменталист и продюсер из Ольтедаля. Прославился своими метал-каверами поп-песен, благодаря которым он собрал 4,5 млн подписчиков на своём YouTube-канале Frog Leap Studios.

## Биография
О персональной жизни Лео известно крайне мало. Он родился 10 октября 1978 года в Альгарде в семье отца-итальянца и матери-норвежки.
Был женат. На данный момент разведён. В 2011 году у него родилась дочка.

## Карьера
Лео записал более 500 каверов, продолжая их публиковать на YouTube-канале его студии Frog Leap Studios с периодичностью раз в 1 неделю (преимущественно по пятницам), и среди которых — "Sultans of Swing" (Dire Straits), "Hello" (Адель), "Sail" (Awolnation), "Poker Face" и "Bad Romance" (Леди Гага), "Feel Good Inc." (Gorillaz), "Chandelier" (Sia), "Africa" (Toto), "Redemption Song" (Боб Марли), "Old Town Road" (Lil Nas X) и многих других. Его кавер на песню "Despacito" (Луис Фонси) занял 35 место среди подборки 40 лучших синглов в чартах Hungarian за 2017 год. Помимо металлических арранжировок каверов на поп-песни Лео записывает акустические кавера на метал-песни, например, "Duality" и "(sic)" группы Slipknot, где вместе с акустической гитарой и акустической бас-гитарой порой слайд-свистки, перкуссию и духовые инструменты.

#### Группа Frog Leap
У Лео есть своя группа, названная Frog Leap, как и его студия. Вместе с этой группой он ездит в концертные туры по всему миру и появляется на крупнейших музыкальных фестивалях, на которых и исполняет свои кавер-версии. В частности, он со своей группой стал участником Wacken Open Air в 2019 году в честь 30-летия фестиваля.
В состав группы входят:
- Лео Мораккиоли — вокал, гитара
- Ханна Боултон — женский вокал
- Рабеа Массаад (ex-Dorje) — гитара
- Эрик Торп — бас-гитара
- Трульс Хауген — вокал, барабанная установка

## Дискография

#### LP
- 2014 — Acoustic Covers: Album 1
- 2014 — Acoustic Covers: Album 2
- 2014 — Acoustic Covers: Album 3
- 2014 — Leo Metal Covers Volume 1
- 2014 — Leo Metal Covers Volume 2
- 2015 — Leo Metal Covers Volume 3
- 2014 — Leo Metal Covers Volume 4
- 2015 — Leo Metal Covers Volume 5
- 2015 — Leo Metal Covers Volume 6
- 2016 — Leo Metal Covers Volume 7
- 2016 — Leo Metal Covers Volume 8
- 2016 — Leo Metal Covers Volume 9
- 2016 — Leo Metal Covers Volume 10
- 2016 — Leo Metal Covers Volume 11
- 2017 — Leo Metal Covers Volume 12
- 2017 — Leo Metal Covers Volume 13
- 2017 — Leo Metal Covers Volume 14
- 2017 — Leo Metal Covers Volume 15
- 2017 — Leo Metal Covers Volume 16
- 2018 — Leo Metal Covers Volume 17
- 2018 — Leo Metal Covers Volume 18
- 2018 — Leo Metal Covers Volume 19
- 2018 — Leo Metal Covers Volume 20
- 2018 — Leo Metal Covers Volume 21
- 2019 — Leo Metal Covers Volume 22
- 2019 — Leo Metal Covers Volume 23
- 2019 — Leo Metal Covers Volume 24
- 2019 — Leo Metal Covers Volume 25
- 2019 — Leo Does Children's Metal Songs
- 2019 — Leo Metal Covers Volume 26
- 2020 — Leo Metal Covers Volume 27
- 2020 — Leo Metal Covers Volume 28
- 2020 — Leo Metal Covers Volume 29
- 2020 — Leo Metal Covers Volume 30
- 2021 — Leo Metal Covers Volume 31
- 2021 — Leo Metal Covers Volume 32
- 2021 — Leo Metal Covers Volume 33
- 2021 — Leo Metal Covers Volume 34
- 2021 — Leo Metal Covers Volume 35
- 2021 — Leo Metal Covers Volume 36
- 2022 — Leo Metal Covers Volume 37
- 2022 — Leo Metal Covers Volume 38
- 2022 — Leo Metal Covers Volume 39
- 2022 — Leo Metal Covers Volume 40
- 2023 — Leo Metal Covers Volume 41
- 2023 — Leo Metal Covers Volume 42
- 2023 — Leo Metal Covers Volume 43
- 2023 — Leo Metal Covers Volume 44
- 2024 — Leo Metal Covers Volume 45
- 2024 — Leo Metal Covers Volume 46

#### EP
- 2017 — Christmas EP

#### Синглы
- 2016 — Eye of a Tiger
- 2016 — Girls Just Want To Have Fun
- 2016 — Sorry
- 2016 — Stressed Out
- 2016 — The Wheels on a Bus
- 2016 — Wrecking Ball
- 2016 — Zombie
- 2016 — Heathens
- 2016 — Radioactive
- 2018 — Sultans of Swing (совместно с Мэри Спендер)
- 2019 — Ring Of Fire (Metal Version)
- 2019 — Thriller (Metal Version)
- 2019 — Game Of Thrones Theme (Metal Version)

#### Бутлеги
- 2017 — Outros
- 2017 — Karaoke & Backing Tracks